# Operophtera pygmaeata
Operophtera pygmaeata är en fjärilsart som beskrevs av Isaak 1929. Operophtera pygmaeata ingår i släktet Operophtera och familjen mätare. Inga underarter finns listade i Catalogue of Life.